# Угорсько-хорватські відносини
Угорсько-хорватські відносини (угор. Magyarország és Horvátország kapcsolatai, хорв. mađarsko-hrvatski odnosi) — історичні та поточні двосторонні відносини між Угорщиною та Хорватією. 
Хорватія має посольство в Будапешті та консульства у Печі і Надьканіжі, а Угорщина має посольство в Загребі та консульства у Спліті і Рієці.

## Історія

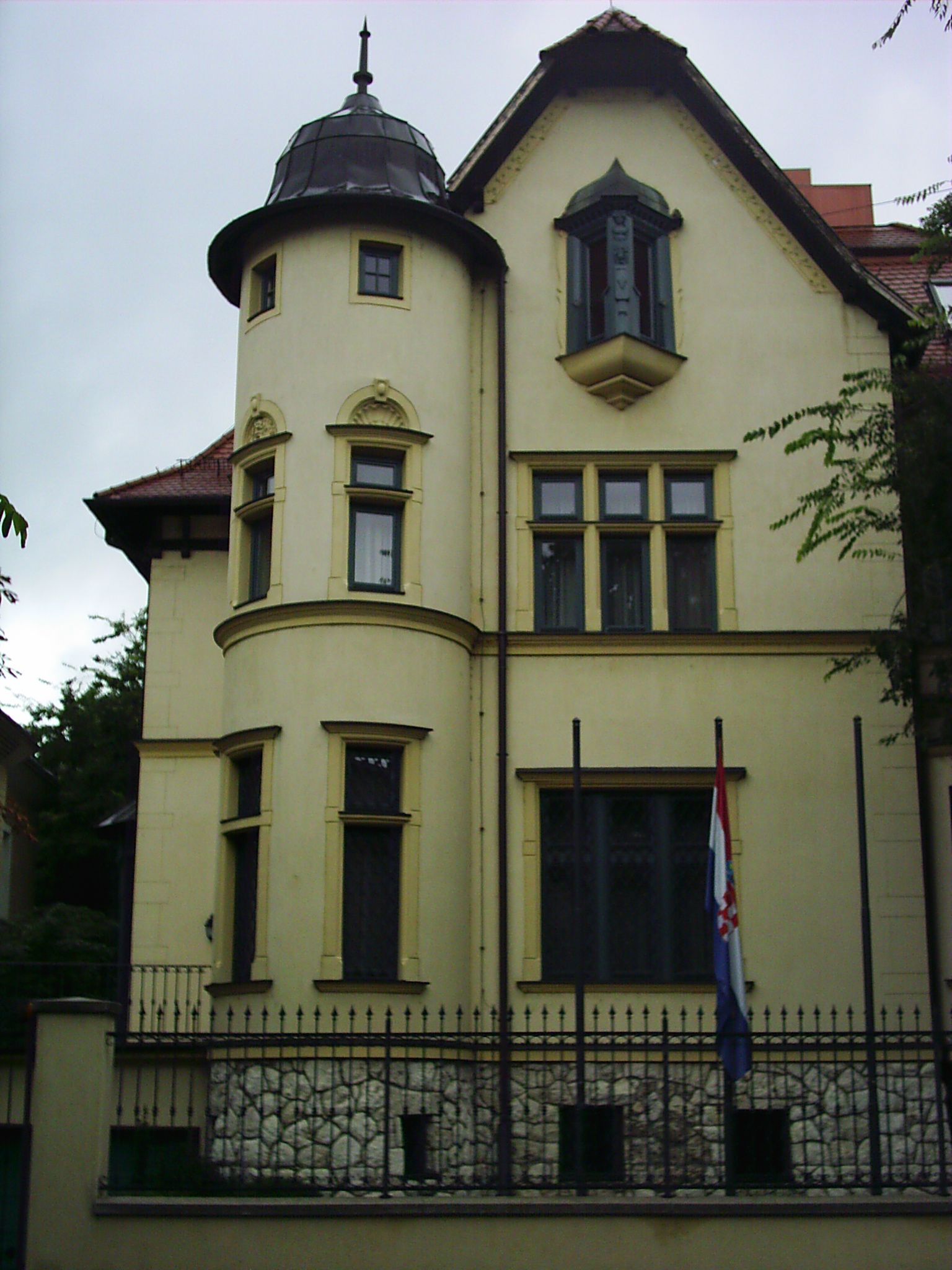
Посольство Хорватії у Будапешті

Історія політичних відносин між Хорватією та Угорщиною сягає раннього середньовіччя, а в новітній час вони відновилися після здобуття незалежності Республіки Хорватія. 

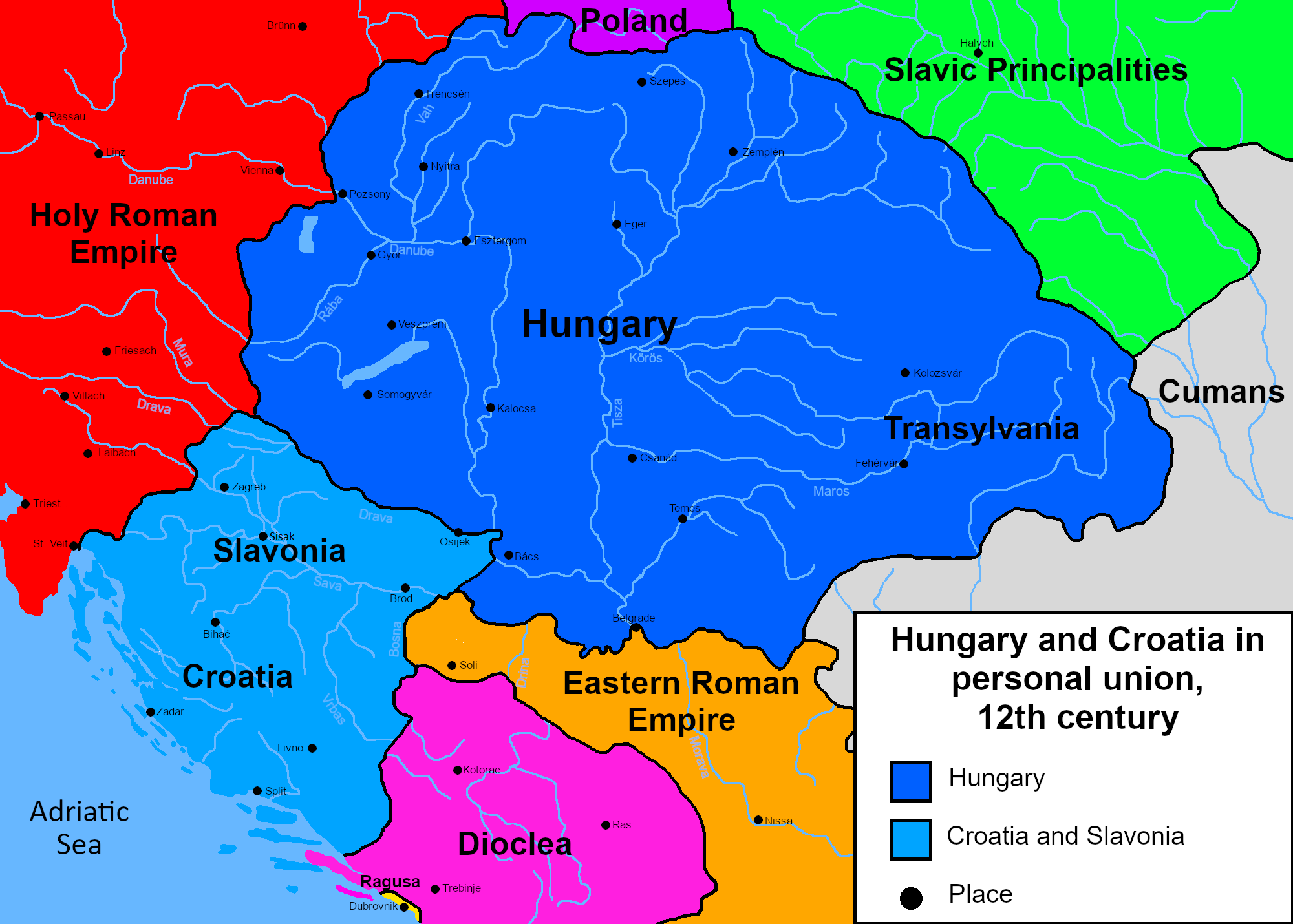
Хорватія в унії з Угорщиною

1102 року раніше незалежні Хорватське королівство та Угорське королівство вступили в персональну унію, і відтоді ними правив один монарх. Після османських завоювань і катастрофічної поразки в битві під Могачем 1526 року хорватська знать обрала імператора Священної Римської імперії Фердинанда I новим королем Хорватії. Угорська знать була розділена. Габсбурги анексували Угорське королівство, тримаючи відтоді Хорватію та Угорщину під єдиною короною. 
Під час Угорської революції 1848 року Хорватія виступила на боці австрійців: хорватський бан Йосип Єлачич допоміг Австрії перемогти угорські війська в 1849 році, започаткувавши період германізації. До 1860-х років провал цієї політики став очевидним, що породило австро-угорський компроміс 1867 року та створення персональної унії між коронами Австрійської імперії та Угорського королівства. Питання статусу Хорватії було розв'язано хорватсько-угорською мировою угодою 1868 року, коли королівства Хорватія і Славонія об'єдналися в Королівство Хорватії та Славонії. 
Після розпаду Австро-Угорщини услід за її поразкою у Першій світовій війні хорватський парламент 29 жовтня 1918 року проголосив незалежність і вирішив приєднатися до новоствореної Держави словенців, хорватів і сербів, поклавши край правлінню Габсбургів і персональній унії з Угорщиною тривалістю у 816 років. За Тріанонським договором Угорщина втратила на користь Хорватії Меджимур'я та південну частину Барані. 
6 квітня 1941 року під час Другої світової війни почалося вторгнення в Югославію держав Осі, яке закінчилося беззастережною капітуляцією Королівської югославської армії 17 квітня 1941 р. 12 квітня 1941 3-тя угорська армія перетнула кордон (просуваючись до Меджимур'я та південної Барані), а 16 квітня 1941 гортистська Угорщина анексувала Меджимур'я без згоди на те влади Незалежної Держави Хорватії (НДХ), незважаючи на те, що обидві держави належали тоді до спільного табору союзників гітлерівської Німеччини. НДХ ніколи не визнала ті анексовані території за Угорщиною. Попри те, що режим Горті включив Меджимур'я до складу медьє Зала (хорв. Zaladska županija), НДХ зображувала його на картах у складі НДХ, розглядаючи Меджимур'я як частину великої жупи Загір'я та продовживши діяльність своїх адміністрацій у районах Чаковець і Прелог з тією лише різницею, що вони працювали не в цих містах, а перебували у Вараждині — на фактичній території НДХ. Через це міністр закордонних справ НДХ Младен Лоркович розцінював відносини між Незалежною Державою Хорватія та Угорщиною як безнадійні, заявивши у своєму виступі з нагоди скликання Сабору 24 лютого 1942 року, що Меджимур'я він «вважає частиною НДХ».
У 1944—1945 роках югославські партизани і Червона Армія поклали край угорській анексії хорватських земель, що потім підтвердили Паризькі мирні договори 1947 року. Коли на зміну Другій світовій війні прийшла холодна війна, угорсько-хорватські відносини істотною мірою визначав Радянський Союз, що панував у Східному блоці, до якого входила керована комуністами Угорщина, а на початку і комуністична Югославія, складовою частиною якої, у свою чергу, була тодішня Хорватія. Невдовзі Югославія внаслідок розколу між Тіто і Сталіним покинула Східний блок.
У ході революцій 1989 року Угорщина позбулася комуністичного режиму. Тим часом Югославія розпалася на кілька незалежних держав, серед яких була і Хорватія. Угорщина визнала незалежну Хорватію 15 січня 1992 року (як і решта держав-членів Європейського економічного співтовариства). Дипломатичні відносини між двома державами було встановлено 18 січня 1992 року. Протягом війни за незалежність Хорватія попри ембарго ООН на постачання зброї отримувала її від кількох країн, серед яких була і Угорщина.

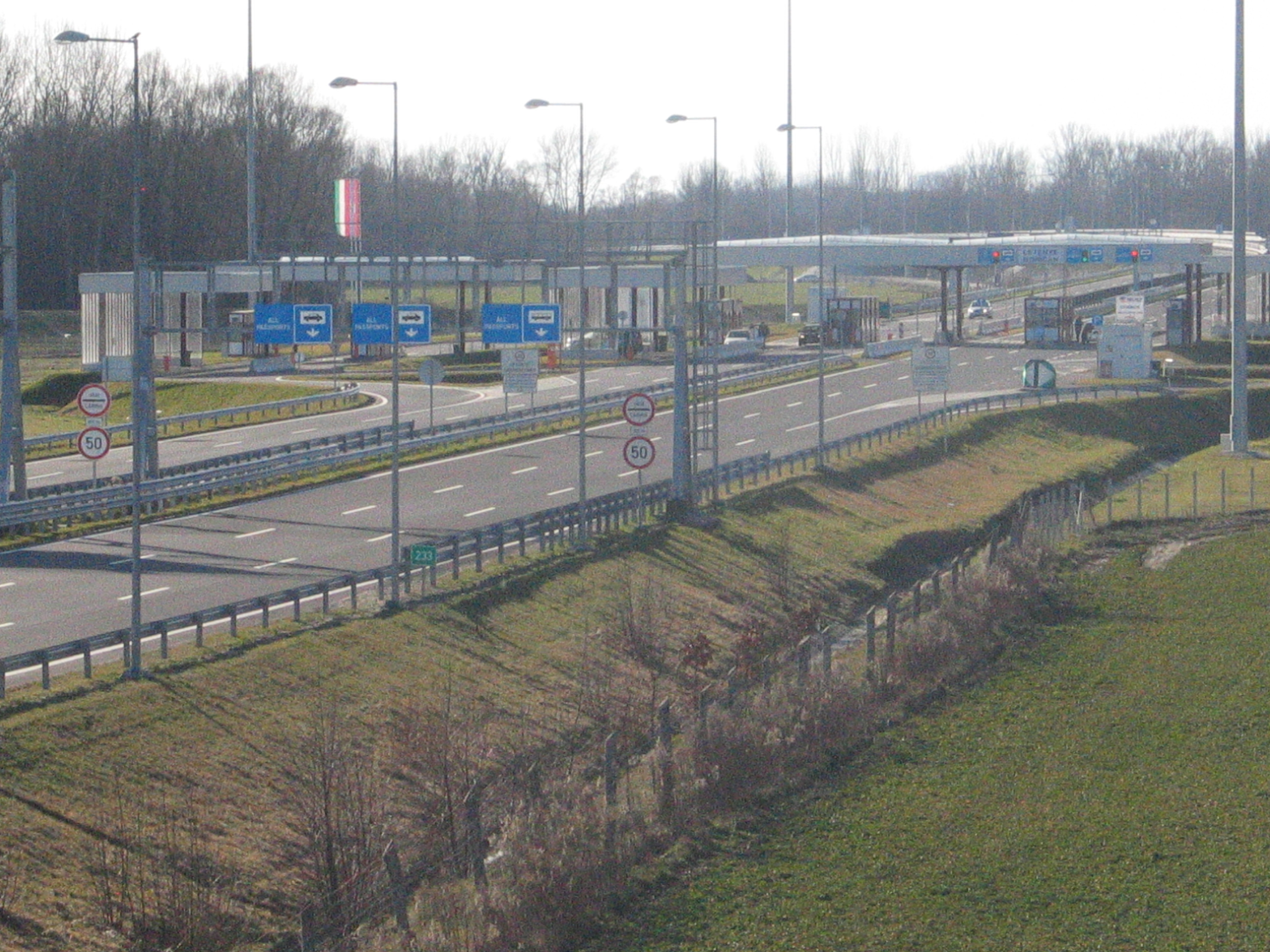
Прикордонний пункт Горичан/Летеньє, що прилягає до мосту Зринського на трасі M7

Станом на грудень 2011 року Угорщину й Хорватію пов'язували 96 чинних договорів і угод, які регулюють широкий спектр діяльності та відносин (включно з дипломатичними, культурними, економічними, енергетичними, транспортними, освітніми, меншинними та іншими питаннями). Угорщина підтримала заяву Хорватії на членство в НАТО та вступ Хорватії в Європейський Союз.

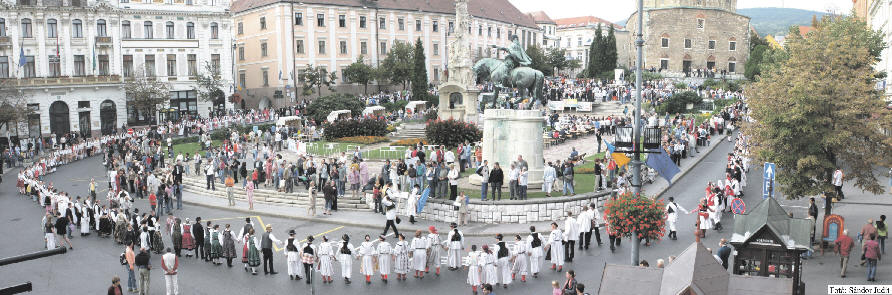
Хорвати на фольклорному фестивалі в Печі

Хорватські та угорські високопосадовці зазвичай зустрічаються кілька разів на рік. Товарообіг між Хорватією та Угорщиною 2012 року становив 1,020 млрд доларів — здебільшого це угорський експорт у Хорватію. Угорські туристи роблять значний внесок у хорватський туризм: у 2009 році загалом 323 000 жителів Угорщини відвідали Хорватію, включаючи і прем'єр-міністра Віктора Орбана, який останні кілька десятиліть проводив свою літню відпустку в Далмації. 
Обидві держави координують розвиток транскордонної інфраструктури. Пан'європейські коридори Vb і Vc сполучають Будапешт з Адріатичним морем через Загреб і Осієк. Обидві країни мають значні меншини, які проживають по інший бік спільного кордону, і обидві ухвалили закони про захист їхніх прав меншин.